# 香港助產士管理局
香港助產士管理局（英語：The Midwives Council of Hong Kong），是根據香港法例第162章《助產士註冊條例》，於1999年9月30日成立的法定機構。香港助產士管理局前稱助產士管理委員會，助產士管理委員會在1910年《助產士註冊條例》首次制定時被命名。其後因應《1997年助產士註冊(修訂)條例》將助產士管理委員會改名為助產士管理局。目的是為社會提供具最高專業水平及操守的助產士。現任主席是李麗賢博士。 

## 職責
香港助產士管理局的主要職責是︰
- 為任何符合助產士資格而有意註冊的人士進行註冊；
- 根據《條例》規定，就註冊目的而認可助產士訓練課程；
- 釐定根據《條例》所舉行的註冊考試的標準，並負責舉辦該等考試；
- 根據《條例》規定，對助產士行使規管及紀律處分權力。

## 組成
根據《助產士註冊條例》，管理局由以下人士組成：
- 衞生署護士總監（衞生署護理服務的首長）
- 衞生署助產士監督
- 一名由衞生署署長提名，從事香港公職服務的註冊助產士
- 一名由香港大學提名的註冊醫生
- 一名由香港中文大學提名的註冊醫生
- 一名由醫院管理局提名的註冊助產士
- 由提供助產士訓練學校的每間醫院各提名一名的註冊助產士
- 由香港助產士會提名的3名註冊助產士
- 2名業外成員

## 外部連結
- 香港助產士管理局 （页面存档备份，存于）